# Copa Mundial de Tiro con Arco
La Copa Mundial de Tiro con Arco es una competición comenzada en 2006, organizada por la Federación Internacional de Tiro con Arco, donde los arqueros compiten en cuatro diferentes etapas de cuatro diferentes países, y los ocho mejores arqueros de cada categoría, pasan a la final.

## Sedes
| Año  | Etapa 1             | Etapa 2  | Etapa 3        | Etapa 4         | Final            |
| ---- | ------------------- | -------- | -------------- | --------------- | ---------------- |
| 2006 | Poreč               | Antalya  | San Salvador   | Shanghái        | Mérida           |
| 2007 | Ulsan               | Varese   | Antalya        | Dover           | Dubái            |
| 2008 | Santo Domingo       | Porec    | Antalya        | Boé             | Lausana          |
| 2009 | Santo Domingo       | Porec    | Antalya        | Shanghái        | Copenhague       |
| 2010 | Poreč               | Antalya  | Ogden          | Shanghái        | Edimburgo        |
| 2011 | Poreč               | Antalya  | Ogden          | Shanghái        | Estambul         |
| 2012 | Shanghái            | Antalya  | Ogden          | Olimpiadas 2012 | Tokio            |
| 2013 | Shanghái            | Antalya  | Medellín       | Breslavia       | París            |
| 2014 | Shanghái            | Medellín | Antalya        | Breslavia       | Lausana          |
| 2015 | Shanghái            | Antalya  | Breslavia      | Medellín        | Ciudad de México |
| 2016 | Shanghái            | Medellín | Antalya        | Olimpiadas 2016 | Odense           |
| 2017 | Shanghái            | Antalya  | Salt Lake City | Berlín          | Roma             |
| 2018 | Shanghái            | Antalya  | Salt Lake City | Berlín          | Samsun           |
| 2019 | Medellín            | Shanghái | Antalya        | Berlín          | Moscú            |
| 2021 | Ciudad de Guatemala | Lausana  | París          |                 | Yankton          |
| 2022 | Antalya             | Gwangju  | París          | Medellín        | Tlaxcala         |
| 2023 | Antalya             | Shanghái | Medellín       | París           | Hermosillo       |
| 2024 |                     |          |                |                 | Tlaxcala         |

## Campeones

### Arco recurvo

#### Masculino
| Finales               | Oro                   | Plata                  | Bronce           |
| --------------------- | --------------------- | ---------------------- | ---------------- |
| 2006 Mérida           | Park Kyung-mo         | Ilario Di Buò          | Magnus Petersson |
| 2007 Dubái            | Baljinima Tsyrempilov | Juan René Serrano      | Alan Wills       |
| 2008 Lausana          | Im Dong-hyun          | Viktor Ruban           | Romain Girouille |
| 2009 Copenhague       | Marco Galiazzo        | Simon Terry            | Romain Girouille |
| 2010 Edimburgo        | Brady Ellison         | Im Dong-hyun           | Jayanta Talukdar |
| 2011 Estambul         | Brady Ellison         | Dai Xiaoxiang          | Dmytro Hrachov   |
| 2012 Tokio            | Kim Woo-jin           | Brady Ellison          | Gaël Prévost     |
| 2013 París            | Oh Jin-hyek           | Dai Xiaoxiang          | Brady Ellison    |
| 2014 Lausana          | Brady Ellison         | Marcus D'Almeida       | Rick van der Ven |
| 2015 Ciudad de México | Miguel Alvariño       | Jean-Charles Valladont | Kim Woo-jin      |
| 2016 Odense           | Brady Ellison         | Sjef van den Berg      | Ku Bon-chan      |
| 2017 Roma             | Kim Woo-jin           | Brady Ellison          | Im Dong-hyun     |
| 2018 Samsun           | Kim Woo-jin           | Lee Woo Seok           | Brady Ellison    |

#### Femenino
| Finales               | Oro              | Plata           | Bronce             |
| --------------------- | ---------------- | --------------- | ------------------ |
| 2006 Mérida           | Zhang Juanjuan   | Qian Jialing    | Elena Tonetta      |
| 2007 Dubái            | Dola Banerjee    | Choi Eun-young  | Natalya Erdyniyeva |
| 2008 Lausana          | Justyna Mospinek | Park Sung-hyun  | Yun Ok-hee         |
| 2009 Copenhague       | Kwak Ye-ji       | Zhao Ling       | Yun Ok-hee         |
| 2010 Edimburgo        | Yun Ok-hee       | Victoriya Koval | Ki Bo-bae          |
| 2011 Estambul         | Cheng Ming       | Deepika Kumari  | Bérengère Schuh    |
| 2012 Tokio            | Ki Bo-bae        | Deepika Kumari  | Choi Hyeon-ju      |
| 2013 París            | Yun Ok-hee       | Deepika Kumari  | Cui Yuanyuan       |
| 2014 Lausana          | Aída Román       | Cheng Ming      | Xu Jing            |
| 2015 Ciudad de México | Choi Mi-sun      | Deepika Kumari  | Le Chien-ying      |
| 2016 Odense           | Ki Bo-bae        | Choi Mi-sun     | Tan Ya-ting        |
| 2017 Roma             | Ki Bo-bae        | Ksenia Perova   | Chang Hye-jin      |
| 2018 Samsun           | Lee Eun Gyeong   | Yasemin Anagoz  | Deepika Kumari     |